# Giống vịt

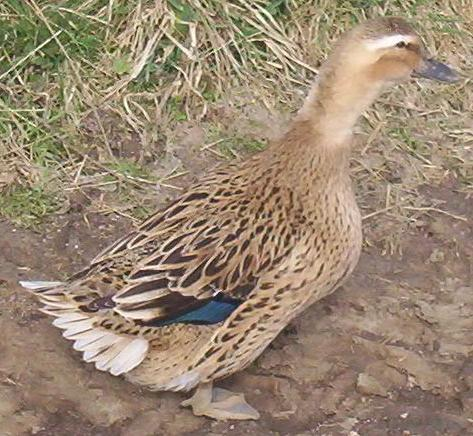
Vịt Rouen (Roăng)

Vịt nhà là một đối tượng gia cầm được nuôi quan trọng. Qua quá trình chọn giống đã cho ra nhiều giống vịt trên thế giới. Dưới đây liệt kê (chưa đầy đủ) một số giống vịt trên thế giới
.

## Danh sách
- Vịt Abacot Ranger (còn gọi là vịt Streicher)
- Vịt Alabio
- Vịt Allier
- Vịt Bắc Kinh Mỹ
- Vịt Ancona
- Vịt Appleyard
- Vịt gọi Úc
- Vịt đốm Úc
- Vịt Aylesbury
- Vịt Bắc Kinh
- Vịt Bali
- Vịt Barbary
- Vịt Bashkir
- Vịt Baucane
- Vịt bầu (hay vịt ta)[5]
- Vịt đen Đông Ấn
- Vịt Blekinge
- Vịt lam Thụy Điển
- Vịt Bourbourg
- Vịt lông bò hay còn gọi là Vịt Orpington
- Vịt gọi
- Vịt Campbell
- Vịt Cayuga
- Vịt Challans
- Vịt Chara Chamble
- Vịt Chara Chameli
- Vịt Chara Chemballi
- Vịt có mào
- Vịt Đan Mạch
- Vịt Dendermond
- Vịt Duclair
- Vịt Hookbill
- Vịt Đông Ấn
- Vịt Eider
- Vịt Elizabeth
- Vịt Estaires
- Vịt Faroese
- Vịt rừng
- Vịt Bắc Kinh Đức
- Vịt Gimbsheimer
- Vịt vàng Cascade
- Vịt Gressingham (Vịt Mallard lai với vịt Bắc Kinh)
- Vịt Haut-Volant
- Vịt Havanna (Havann)
- Vịt Herve
- Vịt Hook Bill
- Vịt Hungari
- Vịt Huttengem
- Vịt Idegem
- Vịt chạy Ấn Độ
- Vịt Kaiya
- Vịt Khaki Campbell
- Vịt Magpie
- Vịt Mallard
- Vịt Mandarin
- Vịt Mulard
- Vịt Muscovy
- Vịt cổ trụi
- Vịt Orpington
- Vịt Overberg
- Vịt Pomeranian (vịt bướm)
- Vịt Rouen
- Vịt Rouen Clair
- Vịt chạy
- Vịt Saxony
- Vịt Semois
- Vịt Shetland
- Vịt bạc Appleyard
- Vịt bạc Silver Appleyard nhỏ
- Vịt Bantam bạc
- Vịt lam Thụy Điển
- Vịt vàng Thụy Điển
- Vịt Termonde
- Vịt Tsaiya
- Vịt Ukraina Clay
- Vịt Ukraina xám
- Vịt Ukraina trắng
- Vịt Veneta
- Vịt Vouille hay vịt Volaille
- Vịt nhà Harlequin (xứ Wales)
- Vịt Watervale
- Vịt bụng lang (White-breasted black)